# Columbus Monument
Pour les articles homonymes, voir Columbus.
Le Columbus Monument (« Monument à Christophe Colomb ») est une colonne commémorative de 23 mètres de hauteur, installée au centre du Columbus Circle de Manhattan, à New York. Le monument a été créé par le sculpteur italien Gaetano Russo.

## Description
Le monument se compose d'une statue en marbre de Christophe Colomb de 4,6 mètres au sommet d'une colonne rostrale en granit de 8,4 mètres, le tout sur un socle en granit à quatre marches. La colonne est décorée de reliefs en bronze représentant les navires de Colomb : la Niña, la Pinta et la Santa Maria stylisées en galères romaines au lieu de caravelles. Son piédestal comporte un ange tenant un globe.

## Histoire
Le monument était l'un des trois planifiés dans le cadre de la commémoration de la ville en 1892 du 400e anniversaire du débarquement de Christophe Colomb aux Amériques. À l'origine, le monument devait être situé à Bowling Green ou ailleurs dans le Lower Manhattan. Au moment où le plan de Russo a été décidé en 1890, une commission d'hommes d'affaires italiens aux États-Unis avait contribué à hauteur de 12 000 $ sur les 20 000 $ nécessaires à la construction de la statue. La statue a été construite grâce aux fonds recueillis par Il Progresso, un journal en langue italienne basé à New York. 
Russo a créé des parties de la colonne Colomb dans son studio de Rome et dans d'autres ateliers en Italie ; les éléments en bronze ont été coulés dans la fonderie Nelli. La colonne terminée a été expédiée aux États-Unis en septembre 1892, pour être placée dans le "Circle de la Cinquante-neuvième Rue et de la Huitième Avenue". Une fois la statue arrivée à Manhattan, elle a été rapidement transportée dans le Circle. Le monument a été officiellement dévoilé lors d'une cérémonie le 13 octobre 1892, dans le cadre des célébrations du 400e anniversaire. 
Pendant la construction de la ligne IND Eighth Avenue du métro sous le Circle à la fin des années 1920 et au début des années 1930, la statue de Christophe Colomb était étayée par des supports temporaires. Malgré cela, la statue a été décalée de deux pouces au nord de sa position d'origine, réparée et nettoyée en 1934. Le monument a reçu quelques retouches en 1992 pour commémorer le 500e anniversaire du voyage de Colomb et, à son tour, le 100e anniversaire du monument. 
Le 20 septembre 2018, par une décision unanime, le New York State Board of Historic Preservation a voté pour inscrire le monument sur le registre historique de l'État et le proposer au National Register of Historic Places (NRHP), en raison de son importance. Deux mois plus tard, le National Park Service a ajouté le monument au NRHP.

## Controverse
À la suite des événements liés au décès de George Floyd par la police le 25 mai 2020, certaines organisations ont demandé le retrait de la statue. Une pétition en ce sens a été refusée par le maire Bill de Blasio qui a réaffirmé son souhait de conserver la statue à son emplacement.